# Сильвестр (Харун)
Архиепископ Сильвестр (англ. Archibishop Sylvester; в миру Иван Антонович Харун или Харунс, латыш. Ivans Haruns; 19 октября (1 ноября) 1914, Двинск, Витебская губерния, Российская империя — 18 мая 2000, Равдон, провинция Квебек, Канада) — епископ Православной церкви в Америке, архиепископ Монреальский и Канадский. В 1952—1962 годы — викарный епископ Западноевропейского Экзархата. Активный участник РСХД, возглавлявший её в 1963—1979 годы. Долголетний член редколлегии «Вестника РХД».

## Биография

### Ранние годы
Родился 19 октября (1 ноября) 1914 году в семье городе Двинск (ныне Даугавпилс, Латвия). Его отцом был даугавпилсский железнодорожник латыш по национальности Антон Харуна, мать, Марфа, по национальности русская. В семье было четверо сыновей и дочь.
Начальное образование получил в даугавпилсской Первой русской основной школе, далее учился в Даугавпилсской государственной русской гимназии.
В школьные годы начал прислуживать в алтаре местного Александро-Невского храма, настоятель которого, протоиерей Михаил Петерсон, организовал при храме «Детский уголок», ставший популярным в русской среде города. Детей обучали молитвам, церковному пению, основам православия, выдавали бесплатные завтраки и материально поддерживали нуждающихся.
С осени 1929 года к работе «Детского уголка» были привлечены члены даугавпилсского отделения Русского православного студенческого единения, которое было самостоятельным отделением Русского студенческого христианского движения на территории Латвии. В 1930-е годы в Даугавпилс по линии РСХД приезжали с лекциями Борис Вышеславцев, Владимир Ильин, Лев Зандер, духовник РХСД протоиерей Сергий Четвериков, иеромонах Иоанн (Шаховской), диакон Лев Липеровский, секретарь движения Александр Никитин, монахиня Мария (Скобцова) и другие.
Вдохновившись их примером, Иван решил посвятить свою жизнь служению Церкви. Однако в Латвии не было возможности получить высшее православное богословское образование, по окончании среднего образования он решил ехать во Францию поступать в Сергиевский богословский институт в Париже. Его родители были против и хотели, чтобы он поступил в местный университет, что на год задержало его поступление.
В начале 1934 года становится представителем и распространителем журнала «Вестник РСХД» в Даугавпилсе. Кроме этого журнала члены Русского православного студенческого единения получали новейшие книги издательства «ИМКА-Пресс», обменивались ими и распространяли во всех городах, где были отделения РПСЕ. Активным участником РСХД он оставался до конца жизни.
Видя, что его желание учиться не ослабевает, родители благословили на поступление в Свято-Сергиевский богословский институт, и в конце 1934 года двадцатилетний Иван отправляется из Даугавпилса в Париж.
В июне 1935 года, будучи студентом Свято-Сергиевского института, принимает участие в съезде Совета РСХД во Франции. В студенческие годы начинает писать статьи для журнала-газеты «Путь жизни».
За год до окончания Свято-Сергиевского института приезжал на родину и встречается с родными и друзьями в Даугавпилсе и Риге. Перед отъездом в Париж в Христорождественском кафедральном соборе в Риге был отслужен напутственный молебен, на который собрались его ближайшие друзья и провожающие. Больше уже не увидел свой дом и своих родных.

### Священнослужитель
8 марта 1938 года, перед окончанием Сергиевского института, пострижен в монашество митрополитом Евлогием (Георгиевским) с именем Сильвестр. На следующий день там же рукоположён в сан иеродиакона, а 10 апреля — в сан иеромонаха.
В том же году окончил Свято-Сергиевский богословский институт в Париже со степенью кандидата богословия I разряда, после чего направлен служить в Воскресенскую церковь города Бельфор на востоке Франции, сначала помощником настоятеля, а с 19 ноября того же года — настоятелем.
С началом Второй мировой войны иеромонах Сильвестр стал пастырем православных военнослужащих во французских вооруженных силах расположенных в этой области.
В 1941 году во Франции и на англо-нормандских островах стали появляться русские военнопленные, а впоследствии и вывезенные из России на работы русские люди, которые жили большею частью в очень тяжёлых условиях из-за недоедания и отсутствия гигиены. Иеромонах Сильвестр, получив официальное разрешение светских властей и благословение митрополита Евлогия, оставил приход в Бельфоре и стал окормлять заключённых. Введенская церковь при РСХД в Париже стала центром, откуда иеромонах Сильвестр стал рассылать обращения с призывом прийти на помощь обречённым на медленную смерть русским людям, куда стекались средства и откуда направлялась материальная помощь. Иеромонах Сильвестр продолжительное время был на англо-нормандских островах, духовно окормляя русских военнопленных и рабочих.
В 1944 году арестован гестапо по ложному доносу и помещён в изолятор при лагере советских военнопленных на острове Джерси в одиночную камеру на шесть недель. В результате расследования был оправдан, и немцы выпустили его, установив личность клеветника. После освобождения из заключения не подвергся никаким новым преследованиям.
В 1944—1945 годы — тюремный и больничный священник Парижского округа. 11 марта 1945 года назначен окормлять Скорбященский храм на улице де ля Тур в Париже. Здесь он развил широкую образовательную программу для молодёжи и приход стал известен своей церковной школой. Школа получила название «четверговой», потому что этот день во Франции был свободным от учёбы, и дети имели возможность посещать занятия в русской школе. В первые послевоенные годы иеромонах Сильвестр совместно с американскими и другими службами оказывал помощь русским, очутившимся на чужбине и покидавшим Францию. Всячески старался предотвратить репатриацию русских.
7 января 1947 года возведён в сан игумена, 7 января 1950 года — в сан архимандрита.
Возглавлял Миссионерский отдел Западноевропейского Экзархата русских церквей Константинопольской православной церкви и Иммигрантское общество помощи, будучи при этом редактором, совместно с Александром Шмеманом, «Вестника Епархии». Когда Александр Шмеман отбыл в США в 1951 году, оставался единственным редактором издания ещё на протяжении пяти лет.

### Викарный епископ в Западной Европе
27 апреля 1952 года в храме преподобного Сергия Радонежского в Париже был рукоположён во епископа Мессинского, викария Западноевропейского экзархата русских приходов. Хиротонию совершили: митрополит Владимир (Тихоницкий) и его викарий епископ Кассиан (Безобразов). Изначально он был оставлен в Париже в качестве помощника митрополита Владимира по миссионерским и издательским делам.
24 апреля 1956 года становится настоятелем Николаевского собора в Ницце с поручением надзора за приходами на юге Франции и в Италии. 21 мая 1957 года возглавил богослужения при освящении верхней церкви Никольского храма в Бари. С 1957 по 1962 год по совместительству был настоятелем храма Христа Спасителя в Сан-Ремо. Продолжал пастырски заботиться о молодёжи, его даже называли «Всемолодежным епископом».
Епископа Сильвестра приглашали служить в Северной Америке уже с конца 1950-х годов. 10 октября 1962 года Архиерейским Синодом Северо-Американской Русской Митрополии избран правящим архиереем Канадской епархии с местопребыванием в Монреале. До отъезда в Канаду проживал несколько месяцев в Покровского монастыря в Бюсси-ан-От.
24 января 1963 года советом профессоров Свято-Сергиевского богословского института ему было предложено назначение в качестве администратора Сергиевского подворья в Париже с целью воспрепятствовать его отъезду в Канаду, но этот проект не состоялся, и 18 апреля 1963 года он уехал в Канаду.

### Архиепископ Монреальский и Канадский
С 10 июля 1963 до 1979 года являлся председателем РСХД. Принимал большое участие в его издательских проектах, особенно в периодическом издании «Вестника», являясь членом его редколлегии и представителем в Канаде.
В Канаде под его руководством была быстро завершена постройка епархиальной канцелярии и епископских покоев при кафедральном соборе, который скоро украсился новой иконописью в традиционном стиле. Из-за обширности своей епархии, он мог посещать отдалённые общины лишь изредка, но часто бывал в основных центрах и строго следил за поддержанием чёткой организационной структуры обширной Канадской епархии. В 1972 году было основпно благотворительное Общество имени святого Иоанна Кронштадтского, которое занималось посылкой религиозной литературы в Советскую Россию, помощью нуждающимся русским эмигрантским семьям, а также семьям заключенных и гонимых в СССР.
В 1966 году был возведён в сан архиепископа. С того же времени по 1972 год был временным управляющим Епархии Новой Англии. Был заведующим предсоборной комиссией и Историко-архивным отделом.
С конца 1960-х годов, когда шли переговоры о даровании Русской православной церковью автокефалии Православной Церкви в Америке, архиепископ Сильвестр поддержал этот шаг, убедил и умиротворил многих противников и сомневающихся, рассматривая автокефалию как правильную каноническую структуру для церковной жизни в Северной Америке.
Когда Православная Церковь в Америке приняла под свой омофор несколько приходов в Австралии, архиепископ Сильвестр был также назначен их наблюдателем с 1972 по 1981 год, для чего совершил несколько поездок в Австралию.
15 мая 1974 года был назначен временно управляющим Православной Церкви в Америке, в помощь больному митрополиту Нью-Йоркскому Иринею (Бекишу). Был председателем проходившего 10-13 ноября 1975 года Четвёрного всеамериканского собора Православной Церкви в Америке. Председательствовал также на Пятом всеамериканском собор ПЦА, проходившем 25-28 октября 1977 года, на котором 25 октября 1977 года митрополит Ириней ушёл на покой, а новым главой ПЦА был избран митрополит Феодосий (Лазор), в связи с чем архиепископ Сильвестр сложил в себя обязанности временно управляющего ПЦА, став однако вице-председателем Священного Синода ПЦА, оставаясь на этом посту до ухода на покой.

### На покое
1 июля 1981 года уходит на покой, после чего отдаёт свои силы служению в Петропавловском соборе в Монреале и в Серафимовском храме в Ровдоне, провинция Квебек. Регент Петропавловского собора А. А. Каминский отмечал, что с приходом
архиепископа Сильвестра в Петропавловском соборе особенно возросла духовность его прихожан и воцарился мир. Различные группировки их храма прекратили всякие склоки, бывшие до этого среди прихожан. Архиепископ Сильвестр неустанно заботился об улучшении и сохранении здания Петропавловского собора и благолепии храма.
Помимо забот о приходе продолжал помогать людям. Возглавлял благотворительную миссию, которая ежегодно до ста тысяч долларов рассылала православным русским, нуждающимся в помощи, находящимся в разных странах мира. Радовался прибытию новых эмигрантов из бывшего СССР и привечал их.
С возрастом его стал тяготить большой шумный Монреаль. Оставив должность настоятеля Петропавловского собора в Монреале и переехал на постоянное жительство в свою резиденцию в Раудоне, провинция Квебек, где у него был загородный дом, библиотека и небольшой храм, в котором совершал богослужения и окормлял своих немногочисленных прихожан и заведовать благотворительным Фондом Иоанна Кронштадтского.
Когда слабость и болезнь лишили его возможности совершать богослужения в последние годы жизни, очень тяжело переносил это. Соборовался и причастился Святых Даров за два дня до смерти. 18 мая 2000 года 2:00 ночи мирно скончался после долгой болезни.
23 мая в Петропавловском кафедральном соборе в Монреале епископ Оттавский и Канадский Серафим (Сторхейм) с десятью священниками отслужили отпевание. По его желанию, отпевание состоялось по монашескому чину Погребение последовало на Серафимовском кладбище в Равдоне, которое он сам украсил и расширил.